# (20507) 1999 RU19
A (20507) 1999 RU19 a Naprendszer kisbolygóövében található aszteroida. A LINEAR projekt keretében fedezték fel 1999. szeptember 7-én.